# Phumosia longiseta
Phumosia longiseta är en tvåvingeart som först beskrevs av Malloch 1926.  Phumosia longiseta ingår i släktet Phumosia och familjen spyflugor.
Artens utbredningsområde är Kenya. Inga underarter finns listade i Catalogue of Life.